# Lonicera alpigena
La Lonicera alpigena, xuclamel alpí o dels Alps o alpigen o encara diter(s), és una espècie d'arbust pertanyent a la família Caprifoliaceae.

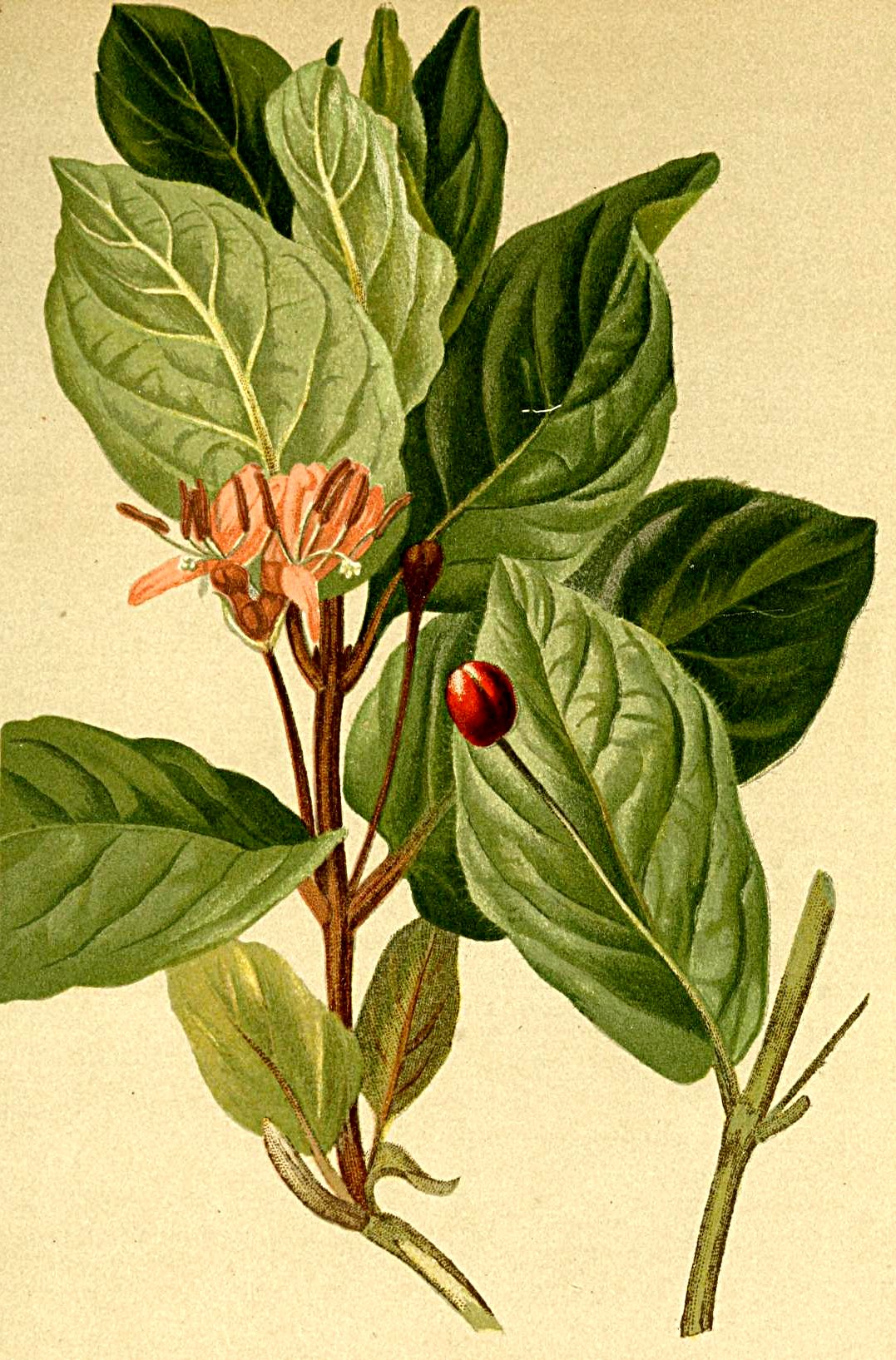
Il·lustració

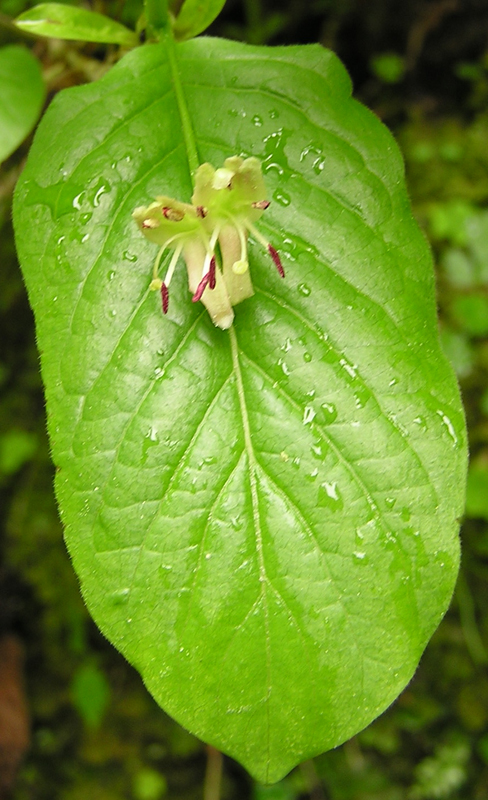
Fulles

## Característiques
És un arbust que ateny una grandària de (0,8)1-2,5(3) m d'altura, erecte. Tiges no volubles, massissos, ramificats des de la base; branques d'escorça fibrosa, papiràcia, glabra, grisenc-blanquinosa i amb diminutes lenticel·les puntiformes negres. Flores geminades, en les axil·les foliars dels extrems de les branques, zigomorfes, cada parella sobre peduncles clavats de (24)27-33(35) mm, de glabrescents a puberulo-glandulosos, i de (17)20-45(50) mm en la fructificació, sovint soldades pels calzes; bràctees (6,5)7-7,7(8,1) mm, herbàcies. Corol·la (10)13-19(20) mm, bilabiada, marró-rosada o d'una rosa corni, externament glabra; tub (3,9)4,2-4,5(5,1) mm, recte, gibós en la base, pelós per l'interior; llavi inferior horitzontal, el superior amb lòbuls que aconsegueixen 1/4 de la seva longitud. Estams amb filaments de (5,9)6,8-8,5(8,7) mm, subiguals, pelosos excepte en l'àpex; anteres (3,3)3,5-3,7(4) mm, linear-oblongues, glabres. Baies contigües concrescents en tota la seva longitud -rares vegades només en la meitat inferior- formant un pseudosincarp de (7)9-10(12,5) mm de diàmetre, ovoidesubglobós, vermell-purpuri, cadascuna amb (3)4-7(9) llavors de (4,5)5,1-5,4(6,8) x (3,3)3,6-4,2(5,2) mm, ovoides, pla-convexes, diminutament alveolades, groguenques o castanyenques. Té un nombre de cromosomes de 2n = 18*, 32*, 36*.

## Distribució i hàbitat
Es troba en avetoses, fagedes i matolls subalpins d'ambients humits, en sòls calcaris i sovint pedregosos, estranya. vegada silicícola a una altitud de (1400)1500-1700(2000) metres, a les muntanyes del C i Sud d'Europa (Pirineus, Alps, Apenins i Balcans). Quadrant nord-oriental de la península ibèrica.

## Taxonomia
Lonicera alpigena va ser descrita per Carl von Linné i publicat en Species Plantarum 1: 174. 1753.
Etimologia
Lonicer: nom genèric atorgat en honor d'Adam Lonitzer (1528-1586), un metge i botànic alemany, notable per la seva revisada versió de 1557 de l'herbari del famós Eucharius Rösslin (1470 – 1526)
alpigena: epítet geogràfic que al·ludeix a la seva localització als Alps.
Sinonímia
- Caprifolium alpigenum Gaertn.
- Caprifolium alpinum Lam.
- Chamaecerasus alpigena Medik.
- Euchylia alpigena Dulac
- Isika alpigena Borkh.
- Isika lluïda Moench
- Xylosteon alpigenum Fuss
- Xylosteon alpinum Dum.Cours.[4]